# 唐·W·福塞特
唐·W·福塞特（英語：Don Wayne Fawcett，1917年3月14日—2009年5月7日）是一位美国细胞生物学家，是使用电子显微镜观察细胞和组织的先驱，最早描述了男性生殖系统中精子的结构。